# ايبول ابيكن
أيبول أبيكن (بالكازاخستانية: Айбол Әбікен، بالروسية: Айбол Абикен ). من مواليد 1 يونيو 1996، هو لاعب كرة قدم كازاخستاني يلعب كمدافع لكيرات والمنتخب الكازاخستاني.